# Anhédonie

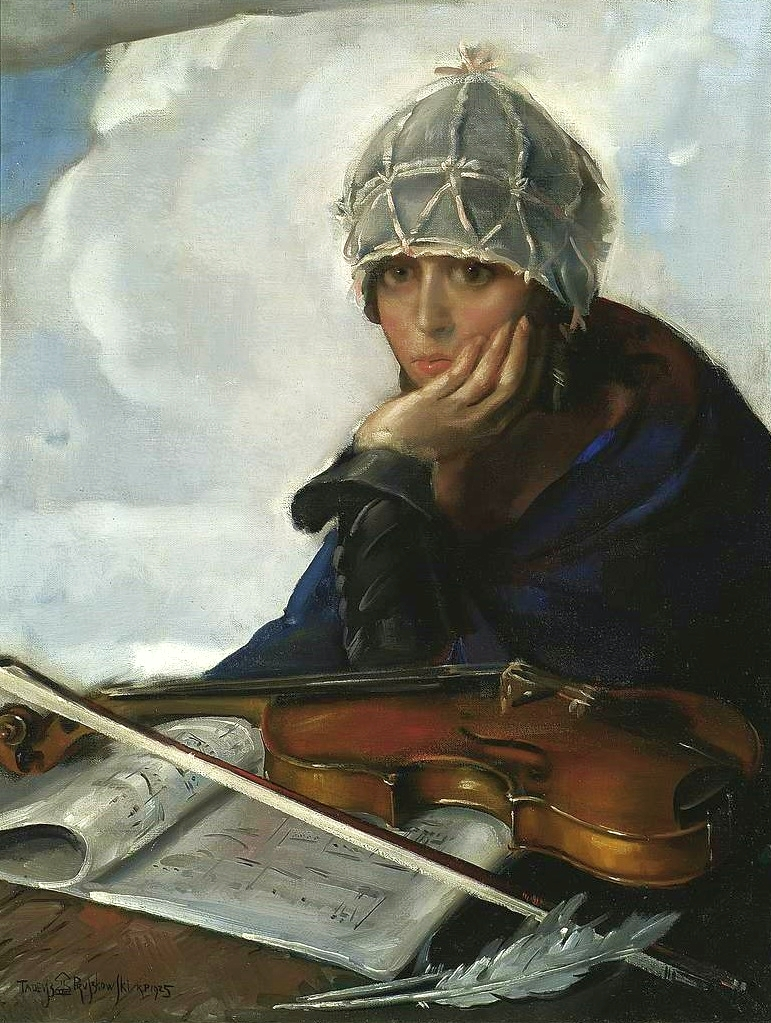
L'incapacité à éprouver des plaisirs est un symptôme caractéristique de la mélancolie

L’anhédonie est un symptôme médical retrouvé dans certaines maladies psychiatriques et parfois chez le sujet exempt de trouble ou de maltraitances. Il caractérise l'incapacité d'un sujet à ressentir des émotions positives lors de situations de vie pourtant considérées antérieurement comme plaisantes. Cette incapacité est fréquemment associée à un sentiment de désintérêt diffus (perte de l'élan vital). L'anhédonie, perte de la capacité à ressentir des émotions positives, est fréquemment observée au cours de la dépression et de la schizophrénie.

## Histoire
Le mot est un néologisme proposé par Théodule Ribot en 1896 pour désigner l'insensibilité au plaisir. Traduit en anglais par anhedonia, ce terme a eu beaucoup de succès dans les pays anglo-saxons, aboutissant à de nombreuses recherches et publications.

## Signification
Il existe différents modèles permettant de rendre compte de l'anhédonie : psychanalytique, phénoménologique, cognitif, biologique. Ce symptôme est fréquent au cours de quatre troubles :
- l'anhédonie est classiquement retrouvée lors d'épisodes dépressifs caractérisés dont il est considéré comme un des critères diagnostiques par le DSM-IV ;
- ce symptôme est également présent au cours de la schizophrénie, symptôme qui peut être produit ou aggravé par les neuroleptiques[1] ;
- on retrouve ce symptôme au cours de certaines lésions cérébrales et maladies neurodégénératives (maladie de Parkinson, dégénérescences fronto-temporales et subcorticales) en raison de dégâts au niveau des circuits de la récompense ;
- enfin, l'anhédonie peut se manifester chez des personnes sur le spectre autistique.

Il est possible de le retrouver chez les sujets exempts de tout trouble mental, comme l'anhédonie musicale qui toucherait de 3 à 5 % de la population.

## Cause possible
De nombreuses régions du cerveau sont impliquées dans l'anhédonie, parmi lesquelles l'aire tegmentale ventrale ainsi que le cortex préfrontal (notamment orbitofrontal), le cortex cingulaire antérieur, les ganglions basaux, l'amygdale et l'hypothalamus,. L'imagerie a également reporté, chez des patients anhédoniques, des anomalies de l'hippocampe. Ces anomalies coïncident, pour la plupart d'entre elles, avec les modèles animaux, sauf en ce qui concerne le cortex orbitofrontal. Selon la théorie la plus simple, l'anhédonie serait le résultat d'une baisse d'activité du système de récompense cérébral, notamment dopaminergique.
L'anhédonie peut aussi être provoquée par des médicaments psychiatriques tels que les antipsychotiques. Cette cause possible est souvent niée par les psychiatres [réf. souhaitée].
La consommation de cocaïne ou de MDMA peut également provoquer le symptôme d'anhédonie, en raison d'une désensibilisation des cellules à la dopamine (down-regulation des protéines impliquées dans le signal dopaminergique), mais aussi (dans le cas de la méthamphétamine) la neurotoxicité de ces produits qui peut tuer les cellules productrices de dopamine et ainsi induire une incapacité à ressentir de la satisfaction ou du plaisir.

## Évaluation
L'anhédonie peut être évaluée sur le plan quantitatif grâce à des échelles psychométriques spécifiques, dont deux ont été traduites et validées en français :
- l’Échelle Révisée d'Anhédonie Sociale (SAS Social Anhedonia Scale)[7] ;
- Questionnaires d'anhédonie physique et sociale de Chapman[8].
- l'échelle de plaisir de Snaith-Hamilton (1995) questionnaire de 14 items destiné à mesurer la capacité à éprouver du plaisir au cours des derniers jours: e.g. Question 1: Mon émission préférée de télévision ou de radio me procure beaucoup de plaisir; Réponses: a/ fortement en désaccord b/ En désaccord c/ D'accord d/ Fortement d'accord.
- L'échelle d'anhédonie Fawcett J. en 36 items avec une échelle de 1 à 5.
- L'échelle de plaisir-déplaisir de Patrick Hardy en 82 items avec une échelle déplaisir-plaisir de 1 à 9.
- L'échelle de Zuckermann en 40 items[9].

## Piste de traitement
Une étude publiée dans le journal Nature décrit les effets de la stimulation de certaines zones du cerveau chez les souris, engendrant une modification des comportements liés à l'utilisation des circuits de la récompense.
La plasticité entre le noyau accumbens et l'hippocampe, via leurs synapses, serait un mécanisme actif dans l'activation de la potentialisation à long terme (LTP). Tandis que le stress chronique induit une diminution de la neurotransmission dans les synapses, le traitement par antidépresseurs inverserait ce mécanisme inhibiteur de la potentialisation à long terme.
Les chercheurs concluent à une corrélation entre les circuits de la récompense et la plasticité des synapses. L'intérêt de cette étude est de démontrer le rôle de la stimulation des synapses via des antidépresseurs dans la réduction de l'anhédonie.